# 克鲁托耶村委员会
克鲁托耶村委员会（俄语：Крутовский сельсовет）是俄罗斯联邦阿斯特拉罕州沃洛达尔斯基区所属的一个村委员会。其下辖有1个居民点，行政中心为克鲁托耶。据2015年统计，该村委员会的人口为771人。